# Seguyia deemingi
Seguyia deemingi är en tvåvingeart som beskrevs av Kelsey 1984. Seguyia deemingi ingår i släktet Seguyia och familjen fönsterflugor.
Artens utbredningsområde är Nigeria. Inga underarter finns listade i Catalogue of Life.